# Thibaud Gaudin
Thibaud Gaudin (... – 16 aprile 1292) è stato il 22º e penultimo Gran Maestro dei Cavalieri templari, operante nel  1291 e nel 1292.

## Biografia
Nato da una famiglia nobile nella zona di Chartres o di Blois, in Francia, è entrato nell'Ordine templare molto prima del 1260, perché in quest'anno venne fatto prigioniero l'attacco a Tiberiade. Era molto pio e per questo venne soprannominato "Gaudin il monaco".
Nel 1279, Gaudin ha ricoperto l'incarico di comandante della terra di Gerusalemme, la quarta carica più importante nella gerarchia templare. Nel 1291, ha combattuto con Guillaume de Beaujeu per difendere la città di San Giovanni d'Acri assediata dall'esercito del sultano Al-Ashraf Khalil.
Il 18 maggio 1291, alla morte del Gran Maestro Guillaume de Beaujeu, Gaudin, tesoriere dell'Ordine, Pierre de Sevry, maresciallo dell'Ordine, e i restanti cavalieri costituirono l'ultima difesa di San Giovanni d'Acri. Dopo aver provato per un'intera settimana a rompere le linee nemiche, Al-Ashraf Khalil chiese al maresciallo dell'Ordine la loro resa, consentendogli però di imbarcarsi per Cipro con tutti i loro possessi e Pierre de Sevry acconsentì. Ad un emiro e 100 mamelucchi venne concesso di entrare nella fortezza, ma cominciarono a molestare donne e ragazzi, così furiosi per quegli atti, i cavalieri massacrarono i mamelucchi e continuarono a difendere la città. Quella notte Pierre ordinò di spostare il tesoro dell'Ordine con il tesoriere Gaudin e alcuni civili a Sidone, San Giovanni d'Acri infatti cadde il giorno seguente.
Thibaud Gaudin arrivato con alcuni cavalieri a Sidone, venne eletto nuovo Gran Maestro dell'Ordine. I Templari erano determinati a rimanere in città per difenderla, ma erano molto pochi così la fecero evacuare e si spostarono nel castello sul mare. Thibaud Gaudin si diresse a Cipro nella speranza di riunire dei rinforzi, ma senza successo. Il Templari furono attaccati dall'emiro Al-Shujâi il 14 luglio 1291 venendo completamente massacrati. Beirut venne poi conquistata il 21 luglio, il castello di Ibelin e le sue mura vennero completamente distrutte. Il sultano occupò poi Haifa il 30 luglio ed i monasteri del Carmelo furono distrutti. Ad agosto, i trattati dei francesi riuscirono a mantenere due città fortificate entrambe date ai Templari. Tuttavia, le guarnigioni erano troppo deboli per affrontare un assedio, così Tortosa venne evacuata il 3 agosto e Athlit il 14 agosto.
Nell'ottobre 1291, si riunì il capitolo generale dell'Ordine a Cipro, che confermò l'elezione di Thibaud Gaudin come Gran Maestro e furono nominati i nuovi dignitari per ricoprire le cariche più importanti dell'Ordine. In quell'occasione, Jacques de Molay venne nominato maresciallo dell'Ordine, dato che Pierre de Sevry morì a San Giovanni d'Acri. Gaudin provò a riorganizzare tutti i templari dopo le numerose sconfitte subite nelle recenti battaglie. Inoltre i templari dovevano andare in aiuto del Regno armeno di Cilicia circondato dai musulmani e nell'isola di Cipro, occupata da un gran numero di rifugiati. Thibaud Gaudin però morì il 16 febbraio 1292 lasciando la riorganizzazione dell'Ordine al suo successore.